# Igor Łasicki
Igor Michał Łasicki (ur. 26 czerwca 1995 w Wałbrzychu) – polski piłkarz występujący na pozycji obrońcy w polskim klubie Wisła Kraków. W barwach Napoli zadebiutował 18 maja 2014 roku, zastępując Jorginho w 79. minucie meczu z Hellas Verona. W swojej karierze grał także w takich zespołach jak Gubbio, Maceratese, Rimini oraz Carpi. W 2012 roku z reprezentacją Polski do lat 17 zajął miejsca 3-4. na młodzieżowych Mistrzostwach Europy.

## Sukcesy

### Wisła Kraków
- Puchar Polskiː 2023/2024